# Megaloctena pallens
Megaloctena pallens là một loài bướm đêm trong họ Noctuidae.